# Данюта Адамчевська
Данюта Адамчевська (пол. Danuta Adamczewska; нар. 27 лютого 1928 - пом. 30 липня 2007) – польська шахістка.
У 1957-1976 роках дванадцять разів брала участь у фіналах чемпіонатів Польщі серед жінок. Найбільшого успіху досягла в 1974 році, у Поляниці-Здруй, де посіла ІІІ місце і здобула бронзову медаль. З-поміж інших фіналів, найбільш успішними були старти в 1964 (Спала, IX місце) і 1969 (Познань, VIII місце) роках. 
За свої досягнення нагороджена золотим почесним знаком та медаллю 60-річчя Польського шахового союзу.